# Martin Milan Šimečka
Martin Milan Šimečka (* 3. listopadu 1957, Bratislava) je slovenský spisovatel a publicista českého původu, držitel Ceny Jiřího Ortena za rok 1988, syn Milana Šimečky.

## Životopis
Vyrůstal v rodině filozofa a disidenta Milana Šimečky, vyučil se na učilišti Slovnaftu Bratislava. Do roku 1989 prošel řadou zaměstnání (ošetřovatel, prodavač, plavčík, topič atd.) Do roku 1989 publikoval převážně v samizdatu.
Roku 1990 založil vydavatelství Archa, kde do roku 1996 pracoval jako šéfredaktor. V letech 1997 až 1999 vedl politicko-kulturní týdeník Domino-fórum. Mezi lety 1999 až 2006 pracoval jako šéfredaktor slovenského deníku SME.
Od listopadu 2006 byl šéfredaktorem českého týdeníku Respekt, kde ho v lednu 2009 nahradil Erik Tabery.

## Ocenění
Za knihu Žabí rok se v roce 1988 se stal vítězem Ceny Jiřího Ortena.
Slovenský prezident Andrej Kiska mu 1. ledna 2018 předal Řád Ľudovíta Štúra.
V roce 2024 se stal laureátem Ceny Františka Kriegla, kterou uděluje Nadace Charty 77 za občanskou statečnost. V případě Šimečky porota vyzdvihla dlouhodobou obhajobu demokratických principů, kritickou a nezávislou žurnalistiku.

## Kritika

### Žurnalistická kritika
Už v roce 1996 byl kritizován slovenským esejistou Vladimírem Mináčem, který v knize Paradiso (s. 44) napsal: 
„Říkáte, že člověk Šimečka neporozuměl svému jazyku. Neporozuměl mu, protože ho nezná, a nezná ho i proto, že ho nechce znát – tak se dá odečítat z jeho výroků. U něj se napregnantněji objevuje onen profánní, zpolitizovaný, zideologizovaný vztah k jazyku. Urážka jazyka je vždy projevem mocenského šovinismu, vždy se tak stává ve jménu mocnějšího vůči slabšímu, vždy někdo sedí na baku a švihá bičem jako poslední kočí. Šimečka uráží jazyk jako postpubertální odroň. Ale mnozí spisovatelé – a to je horší – ho urážejí tím, že jím píší.“ 
Také je Milan Šimečka kritizován Jaroslavem Dianiškou na Denníku Standard: „V knížce Mezi Slováky, kde se pokusil vysvětlit téma slovenské lhostejnosti, psal, jak u nás nebyli lidé před rokem 1989 ochotni vlastním jménem podepsat protest proti režimu, což sice platilo pro spisovatele a umělce, ale odignoroval tím desítky tisíc katolíků a křesťanů, kteří schopni byli.“
Čeští novináři z webu Alarm (Jan Bělíček a Stanislav Biler) kritizovali Milana Šimečku (rovněž se sociologem Michalem Vašečkou a Matoušem Kostolným) v povolební diskusi s názvem Ovládl Slovensko Robert Fico? pro elitářství, označování voličů opozice a Slováků obecně jako nevolníky se, kteŕymi nemá cenu se bavit (po prezidentských volbách 2024 na Slovensku). Bělíček uvedl: 
„Šimečka říkal v podcastu Denníka N, že s toudle částí společností nemá smysl se o ničem bavit, a že strukturální změny ničemu nepomužou. Co to znamená, nebudeme se s nimi bavit? Občanskou válku? Člověk, který celý život analyzuje společnost a politiku, řekne, že nemá smysl se těmhle lidem věnovat,nacházet témata, který by mohli zlepšit její životní postavení. Co to je za odpověď, že nebudu se s nimi bavit?“
Podobně kriticky reagoval Stanislav Biler: „(Šimečka) to bylo největší dno, co tam zaznívalo. Tam padaly věty typu, že covid odkryl pohanskost a nevolnictví Slovenska, pak že ti voliči Pellegriniho nesnaží demokracii a chtějí pomstu, voliči Korčoka zastávají dobré hodnoty, voliči Pellegriniho špatné… stále něco takového o nenávisti k demokracii a že nic nemá cenu…, že patříš na západ, k nějaký vzdělaný liberální společnosti, což si tydle lidi v sobě myslí a tak se tváří, a pak používat výrazy, který na západ a do demokratické a svobodné společnosti nepatří… jestli se chtějí posmívat, že část Slovenska je zaostalá , tak je zaostalá i tahle rétorika…“

### Politická kritika a politický aktivismus
Dlouhodobě je také kritizován částí slovenské politické scény, zejména stranou Směr.  O voličích Směru řekl v kontextu „liškání se sviním v lidské bytosti“. Šimečka je dlouhodobě obviňován stranou Směr za zasahování do politiky a je kritizována jeho nestrannost.
Šimečka podle poslance Juraja Gedry ze strany Směr v jedné z diskusí na adresu předsedy vlády Roberta Fica řekl: „Tento premiér malého národa, zbabělého, který nikdy nebojoval…“. Následně doplnil další citaci Šimečku: „Měl jsem říci, že Slováci jsou národ zbabělců, ne zbabělý národ.“ Výroky Šimečku podle něj překročily hranici trestněprávní odpovědnosti. Poslanec Richard Glück Šimečkův výrok označil za lež. Uvedl, že ho znervózňuje, že „Šimečka použil rétoriku velmi podobnou ľudákům nebo lidem, kteří dodnes sympatizují s režimem Tisa, s režimem slovenského státu.“
Sám Šimečka se k vyhraněnosti aktivisty liberální demokracie a otevřené společnosti přihlásil vlastním výrokem: „George Soros je troufám si říct můj přítel, i když jsme se dlouho neviděli… podle mě je to člověk, který je finanční žralok, položil britskou libru a založil na tom miliony dolarů… využívá nestálosti finančních trhů a vydělává na tom peníze … část peněz dává na to aby pomáhal liberální demokracii… 18 miliard dal do nadace, která bude podporovat liberální demokracii… pokud se mě ptáte, já ho považuji za člověka, který pomáhá liberální demokracii a souhlasím s hodnotami, které pomáhá prosazovat. Možná i díky Sorosovým penězům, díky kterými pomáhal nevládním organizacím, aby chodili po Slovensku a burcovali proti Mečiarovi, bez jeho peněz bychom to možná nedokázali… člověk, který nám pomohl porazit Mečiara, a teď si s tím dělejte co chcete.“

## Dílo
- Seznam děl v Souborném katalogu ČR, jejichž autorem nebo tématem je Martin Milan Šimečka

### Samizdatová tvorba
- 1981 – Vojenská knižka, sbírka povídek
- 1982 – Výpoveď, novela
- 1983 – Žabí rok, novela[13]
- 1984 – Světelná znamení, soubor komentovaných dopisů jeho otce z vězení
- 1987 – Džin, novela

### Oficiálně vydaná díla
- Žabí rok — Cena Jiřího Ortena
- Džin, Archa, Bratislava, 1990 – Kniha sestávající z částí Výpoveď, Žabí rok, Džin, dříve vydaných samostatně v samizdatu.
- Světelná znamení; Nad otcovými listami z rokov 1981/82, Archa, Bratislava, 1991
- Záujem, Torst, Praha, 1997 — román s autobiografickými prvky
- Hľadanie obáv : texty a úvahy, Kalligram, Bratislava, 1998 — úvahy o vývoji československé a slovenské politické scény v letech 1990 až 1997
- Džin, Artforum, Bratislava, 2015
- Medzi slovákmi, Bratislava, 2017

Kniha Žabí rok vyšla v anglickém překladu v Londýně i New Yorku, vyšla i ve francouzském překladu v Paříži.